# Transrapid
De Transrapid is een door Siemens en ThyssenKrupp ontwikkelde magneetzweeftrein.

## Verkoop en toepassing

### Shanghai

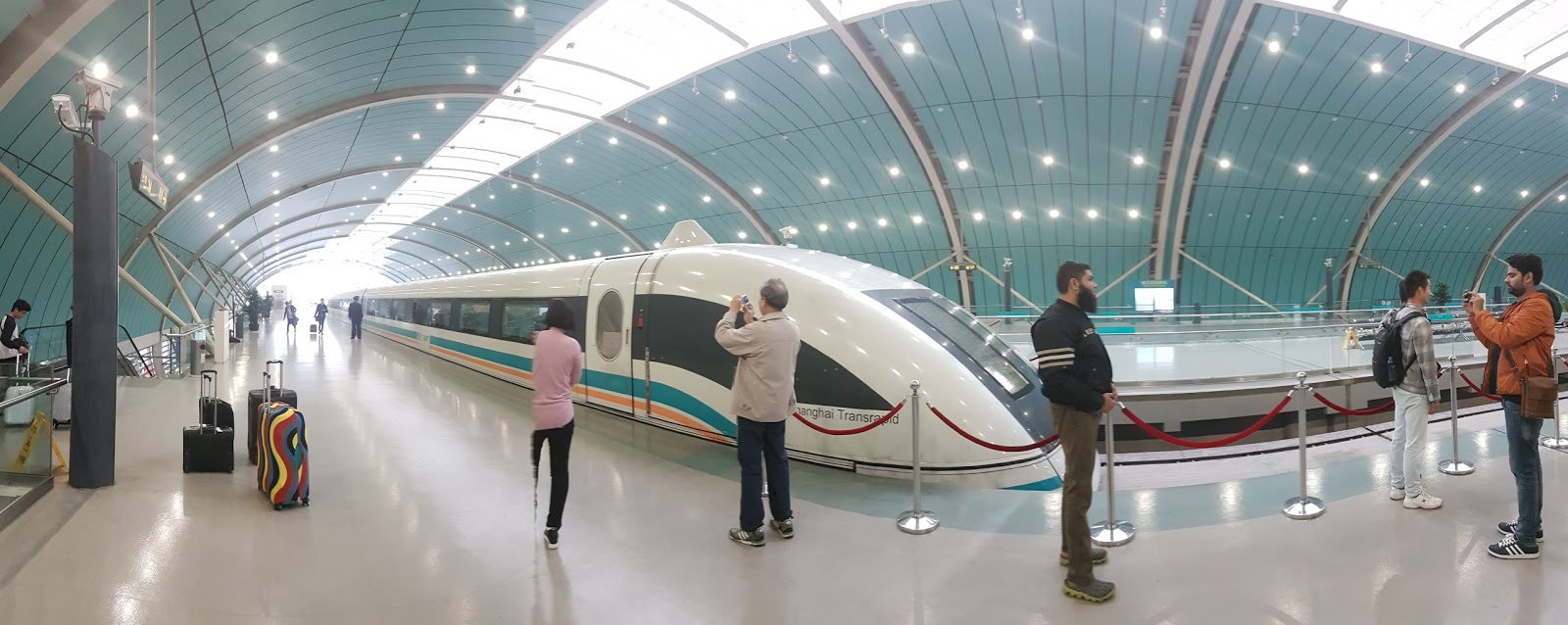
Maglev trein bij Longyang Road Station.

De eerste, en tot nog toe enige, commerciële Transrapid Shanghai is op 29 december 2003 geopend in China. De lijn is 31,5 kilometer lang en ligt tussen de luchthaven van Shanghai Pudong en Longyang Road Station; het financiële centrum van Shanghai. De trein rijdt dagelijks tussen 7:02 en 21:41. Tussen 9:02 - 10:47 en 15:02 - 15:47 rijdt de trein 430 km/u, op displays in de trein aangegeven. De trein rijdt buiten de spits 300 km/u. De trein wordt uitgebaat door Shanghai Maglev Transportation Development Co. Ltd.
Gebruik van de lijn blijft achter door de parallel liggende metrolijn naar de luchthaven en de hoge tarieven. 
Op de stations staan meerdere stewards om het instappen in de trein te begeleiden. De 1e klas beschikt over een steward die ten dienste van de passagiers staat.
De trein beschikt over een vermelding in het Guinness Book of Records voor snelste door magneten opgetilde en geleide trein ter wereld met een snelheid van 431 km/u.
Op Longyang Road Station is tevens het Maglev-museum gevestigd. Toegang is kosteloos.

### Plannen
Het is het consortium tot op heden niet gelukt om de Transrapid aan andere landen/steden dan China te verkopen. De Nederlandse overheid had het plan om de Zuiderzeelijn tussen Schiphol en Groningen als Transrapid aan te leggen. Gehoopt werd dat deze lijn later zou aansluiten op een Transrapid in Duitsland, maar sinds de Duitse plannen stopgezet zijn, zijn ook de Nederlandse plannen in de ijskast gezet. Er bestond een plan om een Rondje Randstad met de Transrapid aan te leggen, met als proeftraject Leiden – Almere.
In München bestonden plannen om een luchthavenverbinding als Transrapid te realiseren. Deze zou in 2009 klaar kunnen zijn. In maart 2008 werd duidelijk dat dit niet door zou gaan. Op 14 april 2008 werd dit project officieel afgeblazen.

## Testbaan

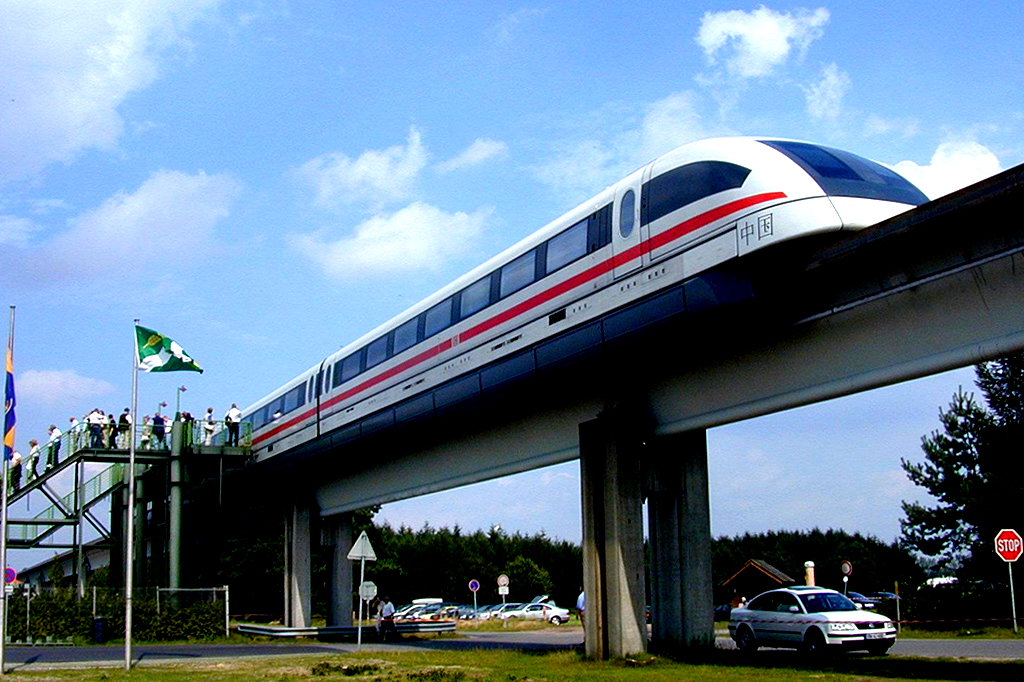
Transrapid 08 op het testtraject bij Lathen

In het Eemsland bij Lathen (20 km ten oosten van het Groningse Ter Apel) werd in 1987 een testtraject opgeleverd. Geïnteresseerden konden meerijden met de proefritten die hier werden gehouden.

### Ongeval op 22 september 2006
Op 22 september 2006 vielen tijdens een proefrit in het Duitse Lathen 23 doden en 10 zwaargewonden, toen de zweeftrein TR 08 (met 31 inzittenden) met een snelheid van ruim 200 km/u tegen een stilstaande dienstwagen botste. Na het ongeval werden alle testen met de Transrapid voor drie jaar gestaakt.

### TR 09
Op dinsdag 5 augustus 2008 werd begonnen met de testritten van de TR 09. Het gehele traject moest nog worden omgebouwd. Op 16 september 2008 zweefde de Transrapid weer met hoge snelheid over het hele traject. De Duitse overheid besloot echter dat er vooralsnog geen passagiers mochten worden vervoerd tijdens de testritten.
In januari 2009 is besloten te stoppen met de testritten. De testbaan zou in mei 2009 worden gesloten; echter moederbedrijf IABG wilde de testbaan vooralsnog behouden voor de toekomst. Men was bezig het gehele traject te modificeren ten behoeve van de TR 09. Er werden sinds juni 2009 weer bedrijfsgroepen (binnen het eigen werkveld) toegelaten. Maximaal 15 personen per groep mochten een testrit met de TR 09 meemaken, mits zij plaatsnamen in de middelste sectie en bleven zitten gedurende de gehele rit.
Het bezoekerscentrum werd na een sluiting van 2 jaar weer opengesteld voor het publiek. Er was toen bij de trappen naar het in- en uitstapbordes een kleine lift gemaakt, zodat bezoekers die slecht ter been zijn ook in staat worden gesteld een rit mee te maken.
Op 31 december 2011 werd het project echter definitief beëindigd en het bezoekerscentrum gesloten. Een van de in Emsland gebruikte Transrapid-9 treinen is door een familielid van uitvinder Hermann Kemper, die in Nortrup, Samtgemeinde Artland, een worstfabriek heeft, opgekocht en in september 2018 op diens bedrijfsterrein opgesteld. De trein moet als vergader- en vanaf 2020 als expositieruimte gaan fungeren.

## Afbeeldingen

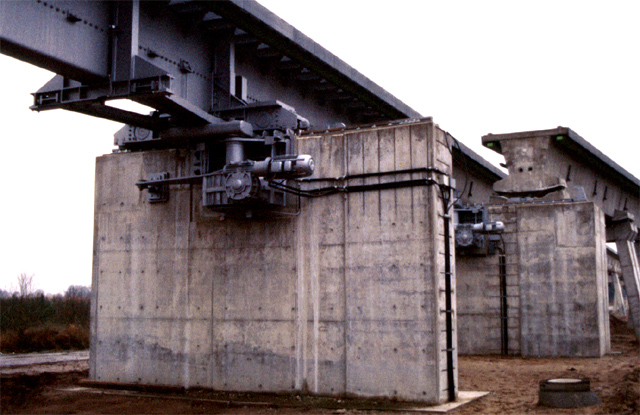
Wissel noord tijdens bouw omstreeks 1984 bij Dörpen
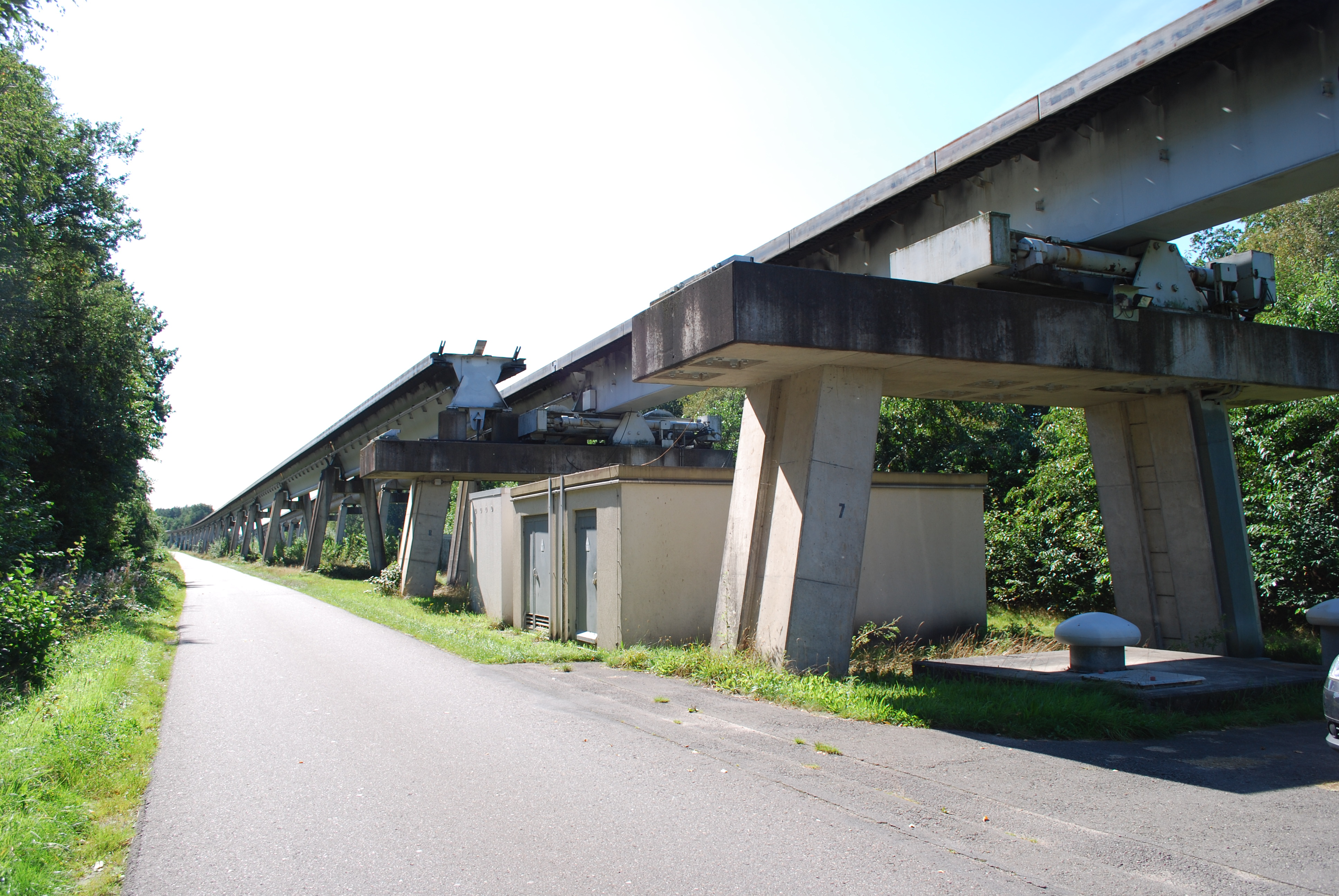
Zuidelijke wissel Transrapid
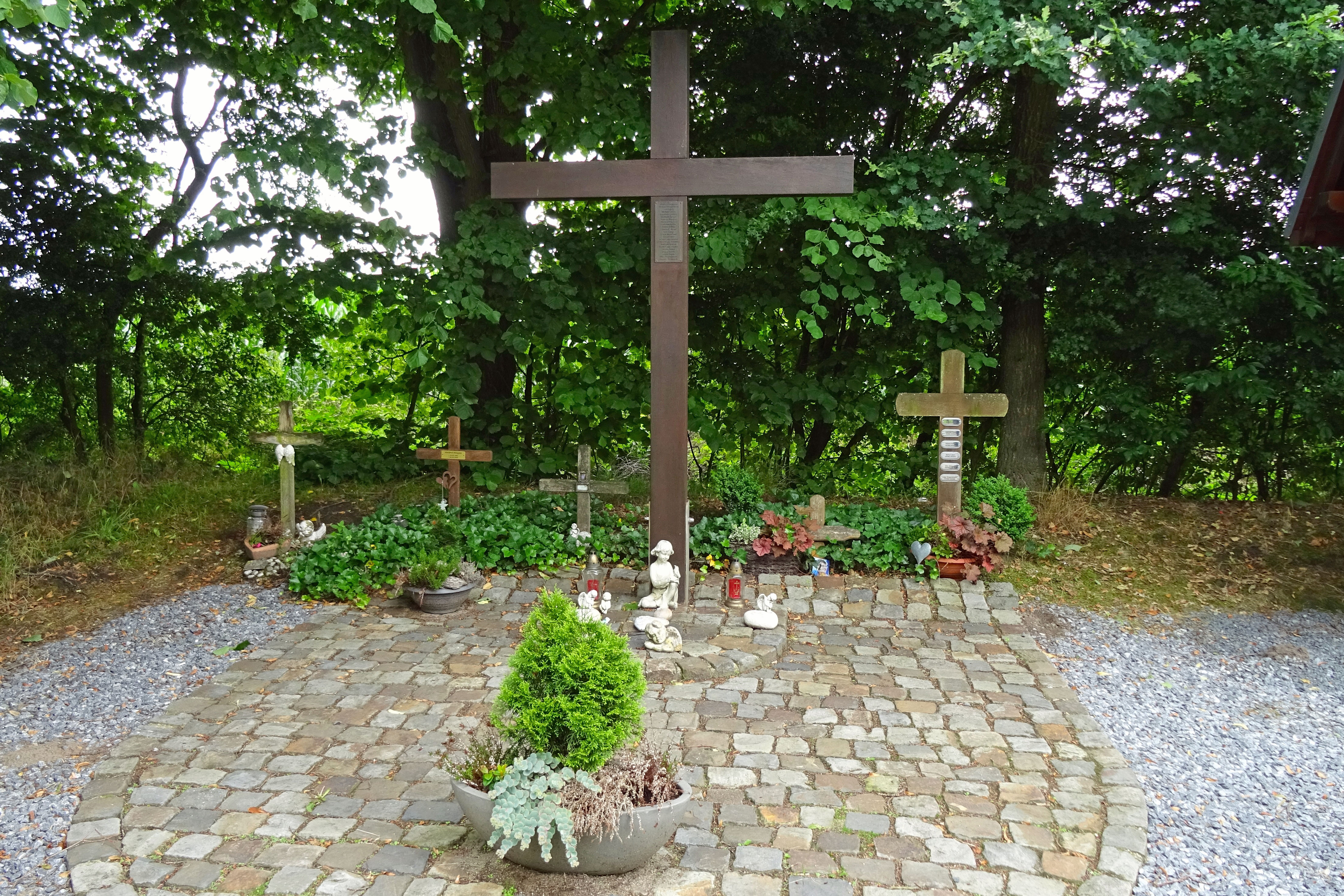
Monument langs het testtraject
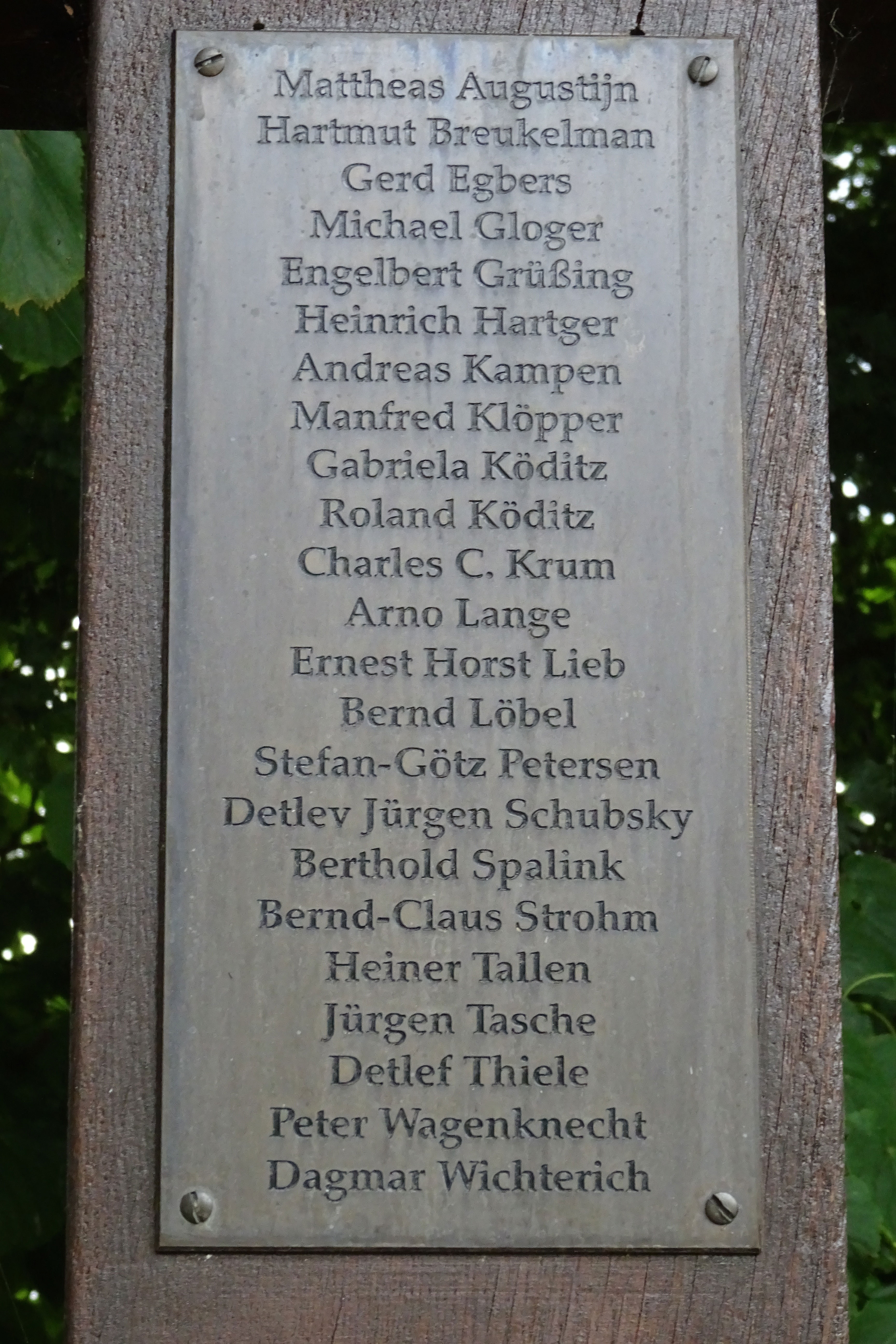
Namen omgekomen slachtoffers in 2006

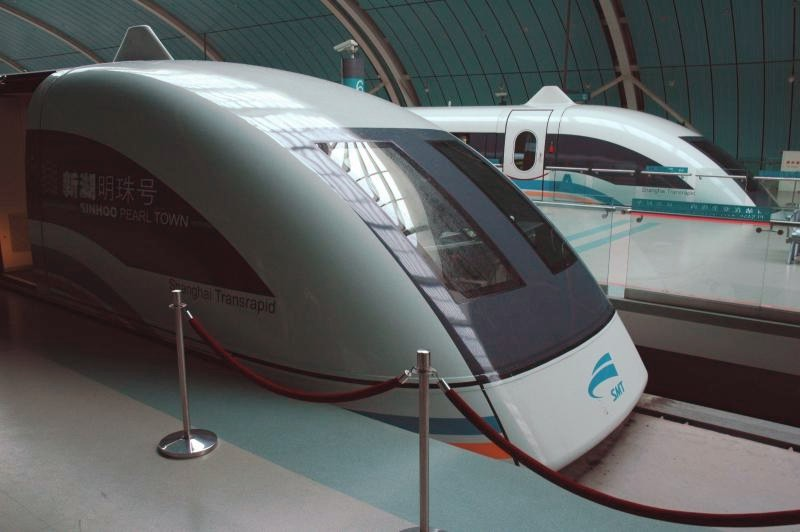
Twee Transrapids op het station in Shanghai
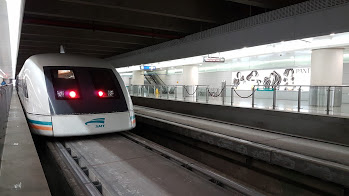
Maglev-trein nabij het vliegveld van Shanghai
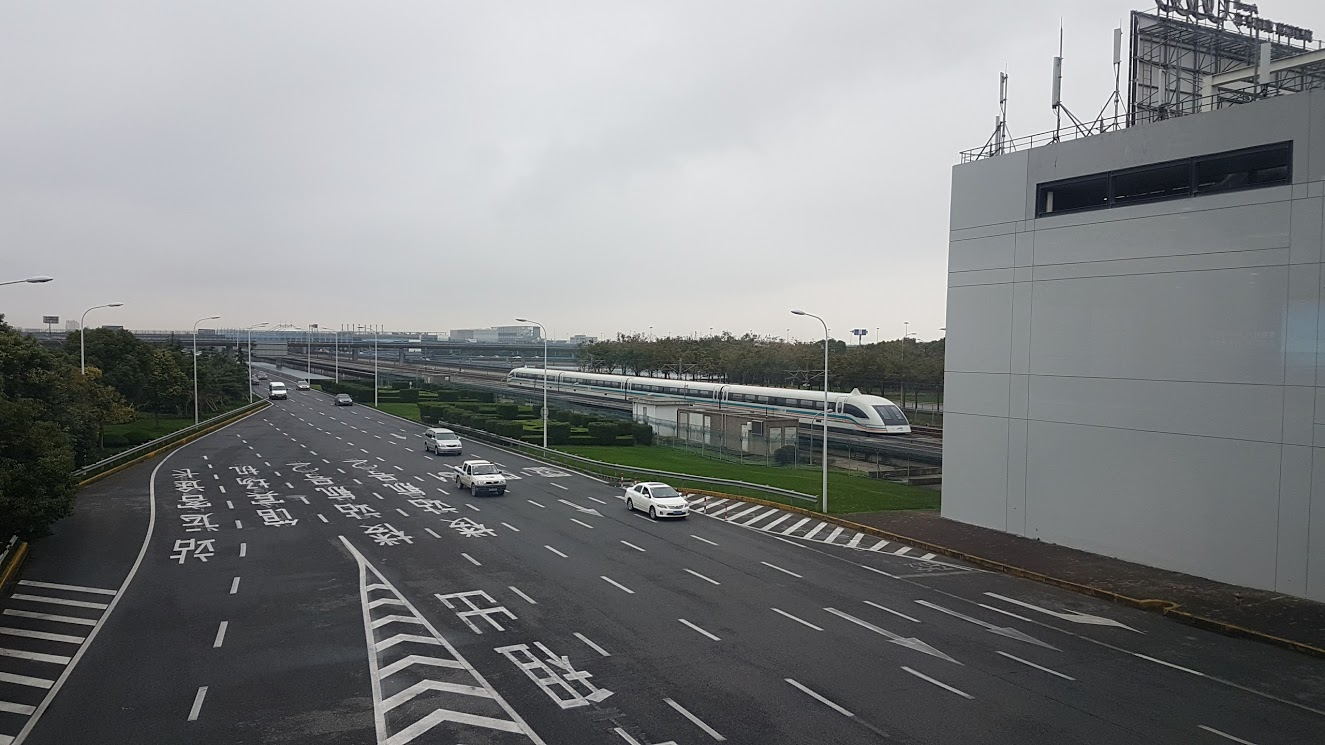
Maglev-trein nadert het vliegveld van Shanghai